# أمل الخضيري
من مواليد 1928  أكاديمية عراقية، محاضرة، باحثة، مؤرخة فنية ومؤسسة ومديرة المركز الثقافي «البيت العراقي» في بغداد.
الذي يركز في الغالب على إحياء الحرف العراقية وإيجاد سبل جديدة لها، فضلا عن إقامة الحفلات والمحاضرات.
كونها المؤسسة الوحيدة من نوعها في بغداد فهي قد افتتحت منذ التسعينات. وكان المركز الخاص الوحيد في العراق الذي يركز على الحرفة العراقية التراثية في بغداد خلال منتصف الثمانينات وحتى سقوط بغداد في 9 أبريل 2003.

## النشأة والوظيفة
ولدت في دمشق، من أم سورية وأب عراقي معروف، ياسين الخضيري، وعائلتها لديها جذور عميقة في العراق منذ القرن ال15 الأسرة.
وترتبط عائلة والدها بقبيلة شمر الذين نشأوا في نجد في شبه الجزيرة العربية. وفي وقت لاحق استقروا في الحي القديم في بغداد، على مقربة من مسجد الكيلاني في منطقة باب الشيخ، حيث كان والدها يريد بناء منزل وفي وقت لاحق أصبحت حركة أمل «البيت العراقي» في عام 1988; ودمر في القصف الذي قامت به القوات الأمريكية أثناء غزو العراق في 4 أبريل 2003.
درست في جامعة لندن في الخمسينات، وكذلك في لوزان، سويسرا.
تجيد اللغة العربية والإنجليزية والفرنسية، مع المحادثة بـالتركية والإسبانية، وكانت محاضرة في كلُ من جامعة بغداد كلية العمارة وكلية البنات.

## الحياة الشخصية
أمل الخضيري لديها ابن واحد، منير القاضي (مواليد 1970) يقيم في أبو ظبي. هي حاليا تقيم بين عمان وأبو ظبي.